# Jan Ohlsson

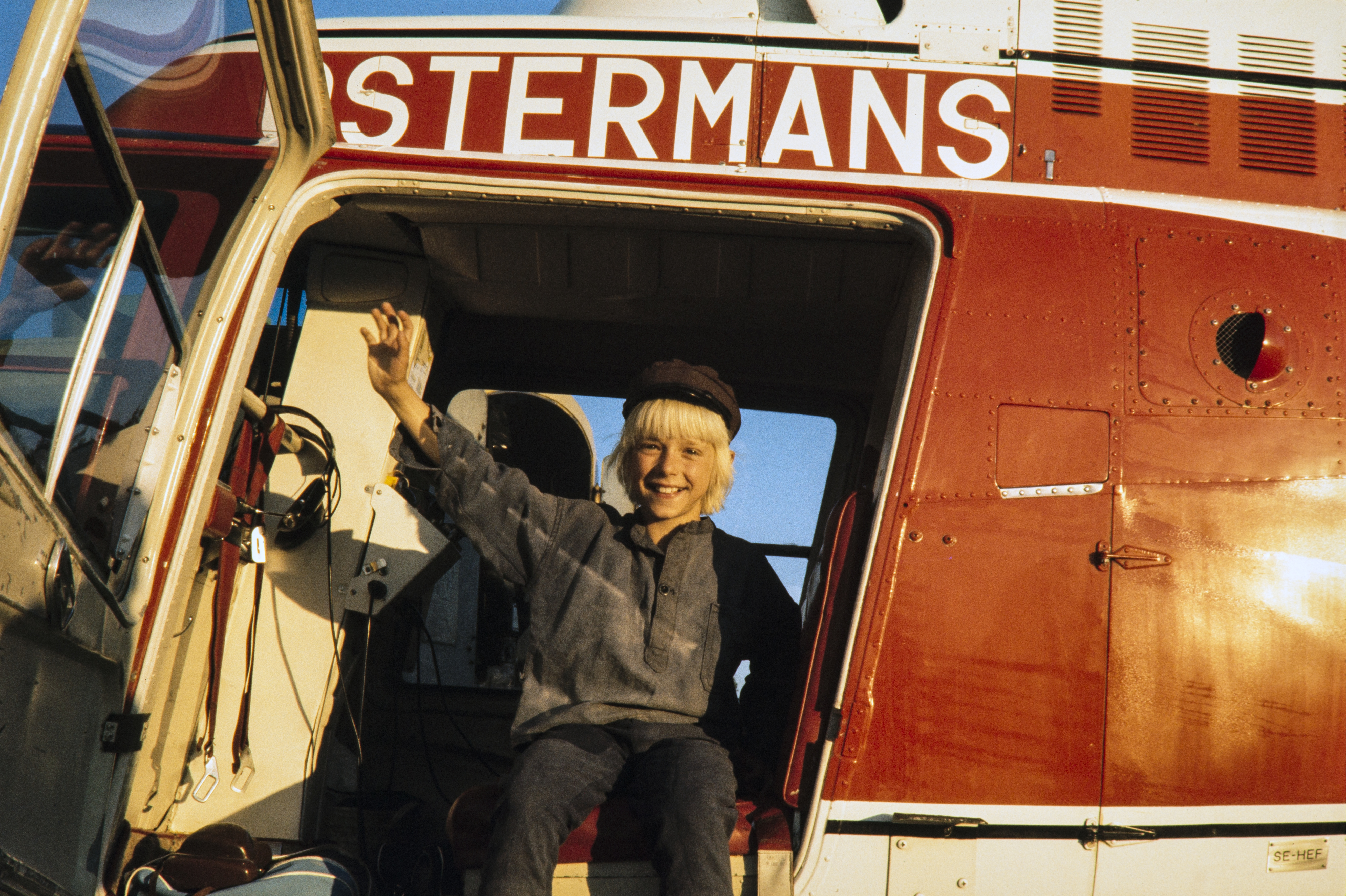
Jan Ohlsson, 1973

Jan Torsten Ohlsson, auch Jan Torsten Olsson (* 3. Juni 1962 in Uppsala, Schweden) ist ein ehemaliger schwedischer Kinderdarsteller. Bekannt wurde er vor allem durch die TV-Serie Michel aus Lönneberga, die nach den Büchern Emil i Lönneberga von Astrid Lindgren entstand.

## Leben
Nach den Michel-Filmen spielte Ohlsson noch in zwei weiteren Filmen mit, die in Deutschland aber bisher nicht bekannt geworden sind: Terror of Frankenstein (1977) und Dante – Beware of Shark (1978). Ohlsson wollte nach den Erfolgen der Michel-Filme Schauspieler werden, doch aufgrund der schauspielerischen Vergleiche mit seiner Rolle in den Michel-Filmen änderte er seinen Berufswunsch und arbeitet heute als Systemtechniker in einer Computerfirma.
Jan Ohlsson ist verheiratet und hat zwei Kinder.

## Filmografie
- 1971: Immer dieser Michel 1. – Michel in der Suppenschüssel (Emil i Lönneberga)
- 1972: Immer dieser Michel 2. – Michel muß mehr Männchen machen (Nya hyss av Emil i Lönneberga)
- 1973: Immer dieser Michel 3. – Michel bringt die Welt in Ordnung (Emil och griseknoen)
- 1975–1976: Michel aus Lönneberga (Emil i Lönneberga, Fernsehserie, 13 Folgen)
- 1977: Victor Frankenstein (aka Terror of Frankenstein)
- 1978: Dante – akta’re för Hajen! (Dante – Beware of the Sharks!)